# Ōkubo Tadazane

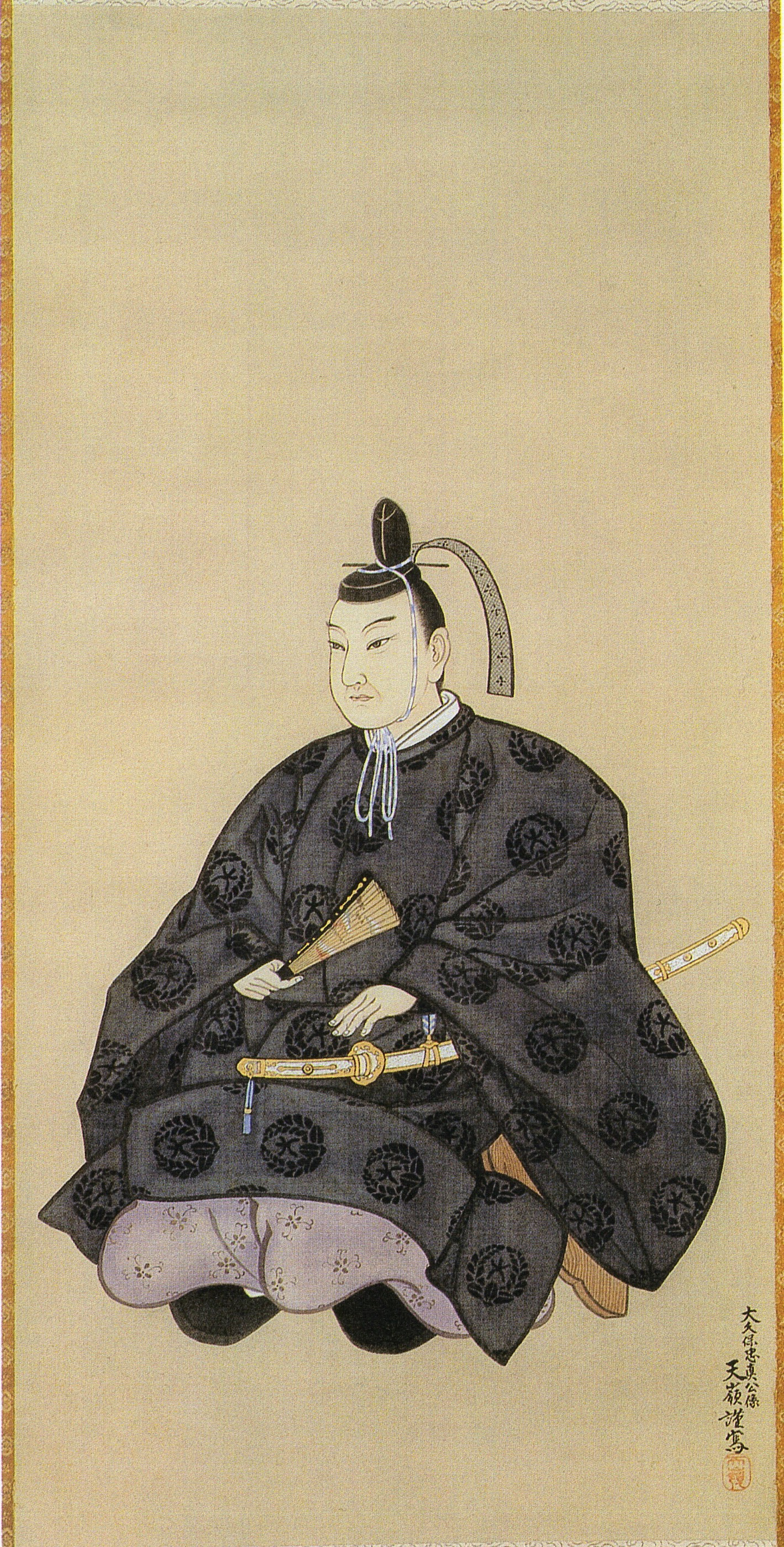
Ōkubo Tadazane

Ōkubo Tadazane (jap. 大久保 忠真; * 15. Januar 1782 in Edo; † 4. April 1837) war ein japanischer Fürst.
Ōkubo wurde 1792 der siebte Daimyō von Odawara-han. Er wurde bald zum Zeremonienmeister (Sōshaban) des Shogun Tokugawa Ienari und Aufseher der Tempel und Schreine (jisha bugyō) ernannt. Von 1815 bis 1818 hatte er das Amt des Statthalters von Kyōto (Kyōto Shoshida) inne, danach wurde er auf Empfehlung von Matsudaira Sadanobu zum Rōjū ernannt.